# 哈尔莫伊宁病房特大杀人案
哈尔莫伊宁病房特大杀人案（芬蘭語：Harmoisten sairashuoneen joukkomurha）是1918年3月10日芬蘭內戰期间，庫赫莫伊寧的哈尔莫伊宁村（Harmoinen）发生的一起殺人案，据芬兰赤卫队称，此事已可算作屠杀。杀人案发生在库赫莫伊宁战役期间，當時芬兰白军处决了11名赤卫队病患和2名男卫生员。行凶的白军隶属于由出生在爱沙尼亚的将领汉斯·卡尔姆指挥的营级单位的第1连。汉斯·卡尔姆当时正指挥部队防御库赫莫伊宁教区中心，抵御赤卫队向耶姆賽方向的进攻，因此并未参与杀人事件，也对此事一无所知。有關杀人案的情況主要出自两名幸存者的叙述、白军方面的报告以及其他资料。目前无任何明确证据表明汉斯·卡尔姆营的任何官兵遭受过侵犯。 